# 張掖市
張掖市（ちょうえき-し）は、中華人民共和国甘粛省に位置する地級市。

## 地理
張掖市は河西回廊中部に位置し、東は武威市、金昌市、西は酒泉市及び嘉峪関市、南は祁連山脈、北は合黎山及び龍首山と内モンゴル自治区に接する。市域内には砂漠、ゴビ、草原、原始林など多様な自然景観がある。

## 民族
漢族、回族、ユグル族、チベット族など26の民族が住む。

## 歴史
張掖とは「国の臂掖を張り」（『漢書』地理志の応劭注）、西域に通じるという意味でつけられた名前だという。
歴史は古く、漢代に霍去病が匈奴を破り、以後シルクロード上の要衝となる。水と土がよく、産物も豊富なため「金の張掖」と称される。1986年12月に中華人民共和国国務院の公布で、国家歴史文化名城の第二陣38都市のうちの一つとなった。

## 行政区画
1市轄区・4県・1自治県を管轄する。
- 市轄区：甘州区
- 県：民楽県・臨沢県・高台県・山丹県
- 自治県：粛南ユグル族自治県

| 張掖市の地図                                                                           |
| -------------------------------------------------------------------------------------- |
| 甘州区 民楽県 臨沢県 高台県 山丹県 粛南ユグル族 · 自治県 （粛南ユグル族 · 自治県飛地） |

### 年表
この節の出典

#### 張掖専区(1949年-1950年)
- 1949年12月5日 - 甘粛省武威専区張掖県・山丹県・民楽県、酒泉専区臨沢県・高台県を編入。張掖専区が成立。(5県)
- 1950年5月25日 
  - 高台県・臨沢県が酒泉専区に編入。
  - 張掖県・山丹県・民楽県が武威専区に編入。

#### 張掖地区(1955年-2002年)
- 1955年10月10日 - 酒泉専区(8県3自治県1自治旗1鉱区)・武威専区(9県1自治県)が合併し、張掖専区が発足。(17県4自治県1自治旗1鉱区)
- 1955年12月26日 - 玉門鉱区が市制施行し、玉門市となる。(17県4自治県1自治旗)
  - 玉門市が省直轄県級行政区となる。
- 1956年1月5日 - 景泰県・永登県が定西専区に編入。(15県4自治県1自治旗)
- 1956年1月7日 - 武威県の一部が永昌県に編入。(15県4自治県1自治旗)
- 1956年2月26日 - 武威県の一部が古浪県に編入。(15県4自治県1自治旗)
- 1956年3月9日 - 鼎新県が金塔県に編入。(14県4自治県1自治旗)
- 1956年4月3日 - エジン自治旗が内モンゴル自治区バヤンノール盟に編入。(14県4自治県)
- 1956年8月20日 - 定西専区永登県の一部が天祝チベット族自治県に編入。(14県4自治県)
- 1956年9月19日 - 武威県・永昌県の各一部が天祝チベット族自治県に編入。(14県4自治県)
- 1956年10月20日 - 定西専区永登県の一部が古浪県に編入。(14県4自治県)
- 1957年4月3日 - 高台県の一部が粛南ユグル族自治県に編入。(14県4自治県)
- 1957年5月10日 - 民楽県の一部が粛南ユグル族自治県に編入。(14県4自治県)
- 1957年10月16日 - 定西専区永登県の一部が天祝チベット族自治県に編入。(14県4自治県)
- 1957年10月28日 (14県4自治県)
  - 武威県の一部(金山郷・清林郷の各一部)が永昌県に編入。
  - 永昌県の一部(水源郷の一部)が武威県に編入。
- 1958年2月12日 - 臨沢県が張掖県・高台県に分割編入。(13県4自治県)
- 1958年9月5日 - 玉門県が玉門市に編入。(12県4自治県)
- 1958年10月25日 - 玉門市を編入。玉門市が県級市に降格。(1市12県4自治県)
- 1958年11月21日 - 酒泉県・金塔県が合併し、地級市の酒泉市となる。(1市10県4自治県)
- 1958年12月20日 (2市7県4自治県)
  - 古浪県が天祝チベット族自治県に編入。
  - 民楽県が山丹県に編入。
  - 張掖県が市制施行し、張掖市となる。
- 1959年3月 - 天祝チベット族自治県・永昌県の各一部が粛南ユグル族自治県に編入。(2市7県4自治県)
- 1960年1月22日 (2市7県4自治県)
  - 青海省海北チベット族自治州門源回族自治県の一部が天祝チベット族自治県に編入。
  - 粛南ユグル族自治県の一部が青海省海北チベット族自治州祁連県に編入。
- 1961年11月15日 (1市2県1自治県)
  - 武威県・民勤県・永昌県・天祝チベット族自治県が武威専区に編入。
  - 玉門市・敦煌県・安西県・粛北モンゴル族自治県・アクサイカザフ族自治県が酒泉専区に編入。
- 1961年12月15日 (5県1自治県)
  - 山丹県の一部が分立し、民楽県が発足。
  - 張掖市・高台県の各一部が合併し、臨沢県が発足。
  - 張掖市が県制施行し、張掖県となる。
- 1965年4月17日 (5県1自治県)
  - 内モンゴル自治区バヤンノール盟アルシャー右旗の一部が山丹県に編入。
  - 張掖県の一部が内モンゴル自治区バヤンノール盟アルシャー右旗に編入。
- 1965年7月19日 - 粛南ユグル族自治県の一部が酒泉専区酒泉県の一部と合併し、酒泉専区嘉峪関市となる。(5県1自治県)
- 1969年9月4日 - 張掖専区が張掖地区に改称。(5県1自治県)
- 1971年10月23日 - 粛南ユグル族自治県の一部が嘉峪関市、武威地区永昌県に分割編入。(5県1自治県)
- 1971年11月11日 - 粛南ユグル族自治県の一部が嘉峪関市、酒泉地区酒泉県に分割編入。(5県1自治県)
- 1972年8月12日 - 武威地区永昌県の一部が粛南ユグル族自治県に編入。(5県1自治県)
- 1972年12月8日 - 嘉峪関市、酒泉地区酒泉県の各一部が粛南ユグル族自治県に編入。(5県1自治県)
- 1981年9月23日 - 粛南ユグル族自治県の一部が民楽県に編入。(5県1自治県)
- 1985年5月14日 - 張掖県が市制施行し、張掖市となる。(1市4県1自治県)
- 1989年3月11日 - 金昌市永昌県の一部が粛南ユグル族自治県に編入。(1市4県1自治県)
- 2002年3月1日 - 張掖地区が地級市の張掖市に昇格。

#### 張掖市
- 2002年3月1日 - 張掖地区が地級市の張掖市に昇格。(1区4県1自治県)
  - 張掖市が区制施行し、甘州区となる。

## 交通
- 蘭新線
  - 張掖駅
- G312国道

## 主な古跡と観光地

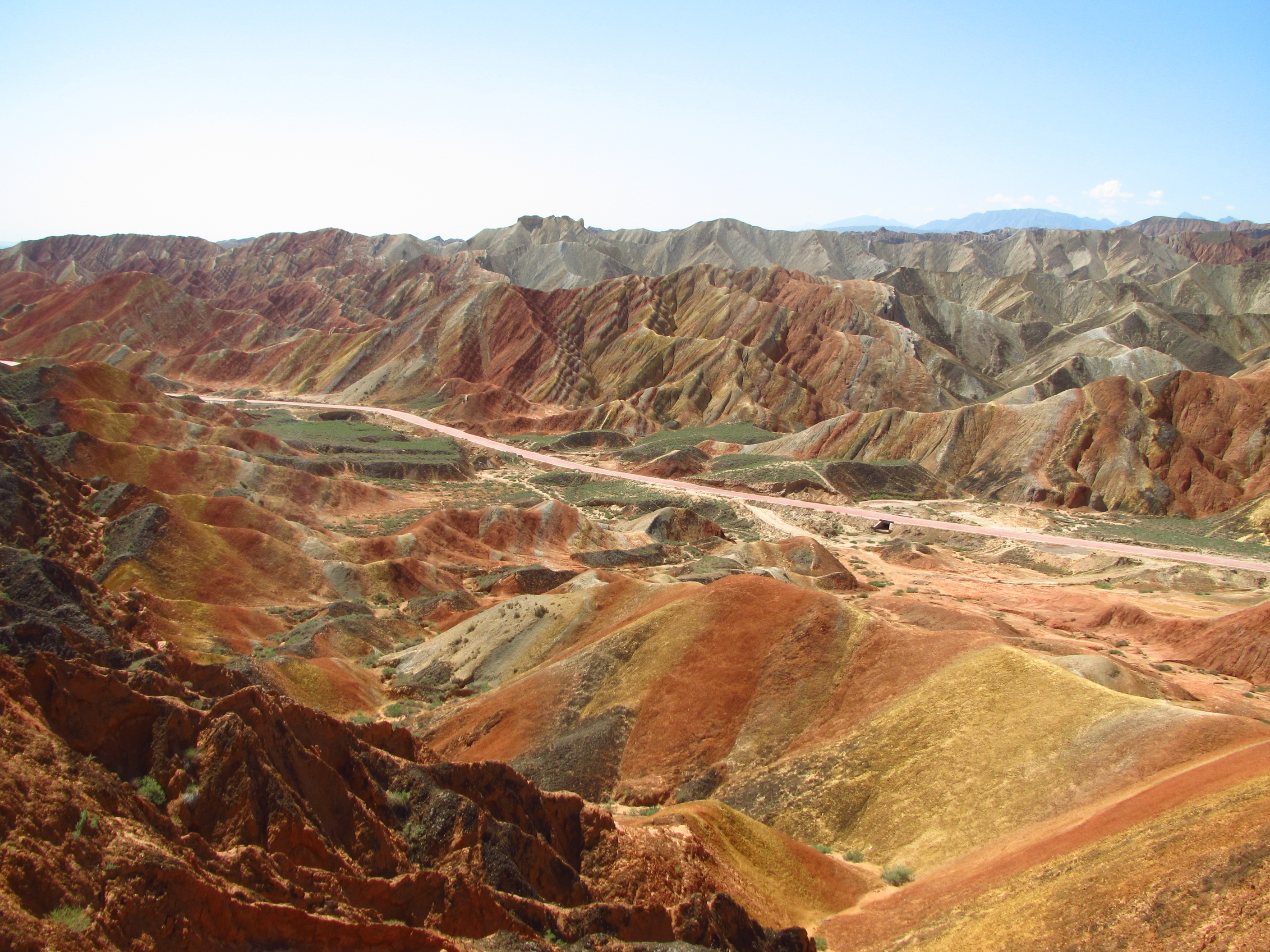
甘粛張掖国家地質公園

- 大佛寺（中国語版）
- 木塔寺（中国語版）
- 張掖鼓楼（中国語版）
- 西来寺（中国語版）
- 山西会館
- 黒河
- 黒水国遺址（中国語版）
- 山丹軍馬場（中国語版）
- 山丹艾黎捐贈文物陳列館
- 馬蹄寺石窟群（中国語版）
- 粛南県城夾心灘公園紅西路軍紀念碑
- 高台烈士陵園